# London 2012 (відеогра)
London 2012: The Official Video Game - офіційна відеогра Літніх Олімпійських ігор 2012 у Лондоні. Розробкою займалася Sega Studios Australia, а виданням Sega.
Це також друга офіційна відеогра, в основу якої покладено Олімпійські ігри 2012 (інша - Mario & Sonic at the London 2012 Olympic Games).
Гра містить режим онлайн для гравців, які бажають позмагатися з іншими людьми по всьому світу. «Національна гордість» - це система оцінювання в онлайн-режимі, у якій гравці мають можливість збирати медалі для своєї улюбленої країни.

## Дисципліни
Стрільба з лука
- Індивідуальна
- Командна (доступна лише у локальному мультиплеєрі)

Водні види спорту
- 3м стрибки з трампліна
- 3м синхронні стрибки з трампліна
- 10м стрибки з платформи
- 10м синхронні стрибки з платформи
- Плавання - 50м вільним стилем
- Плавання - 100м на спині
- Плавання - 100м брасом
- Плавання - 100м батерфляй
- Плавання - 100м вільним стилем

Гімнастика
- Батут (лише чоловіки)
- Опорний стрибок

Стрільба
- 25м швидка стрільба з пістолета (лише чоловіки)
- Стрільба по тарілках

Бігові види легкої атлетики
- 100м (лише чоловіки)
- 110м з перешкодами (лише чоловіки)
- 200м (лише чоловіки)
- 400м (лише чоловіки)
- Метання диска
- Стрибки у висоту
- Метання списа (лише чоловіки)
- Стрибки в довжину (лише чоловіки)
- Штовхання ядра (лише чоловіки)
- Потрійний стрибок (лише чоловіки)

Інші види
- Пляжний волейбол (лише жінки)
- Каное - К1 Кайак (лише чоловіки)
- Їзда на велосипеді - кейрін (лише чоловіки)
- Веслування - одиночне (лише чоловіки)
- Настільний теніс (лише чоловіки)
- Важка атлетика понад 105 кг (лише чоловіки)

## Представлені країни
- Австралія
- Австрія
- Бельгія
- Бразилія
- Канада
- Китай
- Чехія
- Данія
- Фінляндія
- Франція
- Німеччина
- Велика Британія
- Греція
- Угорщина
- Ірландія
- Італія
- Ямайка
- Японія
- Кенія
- Мексика
- Нідерланди
- Нова Зеландія
- Норвегія
- Польща
- Португалія
- Румунія
- Росія
- Словаччина
- ПАР
- Республіка Корея
- Іспанія
- Швеція
- Швейцарія
- Україна
- Туреччина
- США